# La Temprança (tarot)

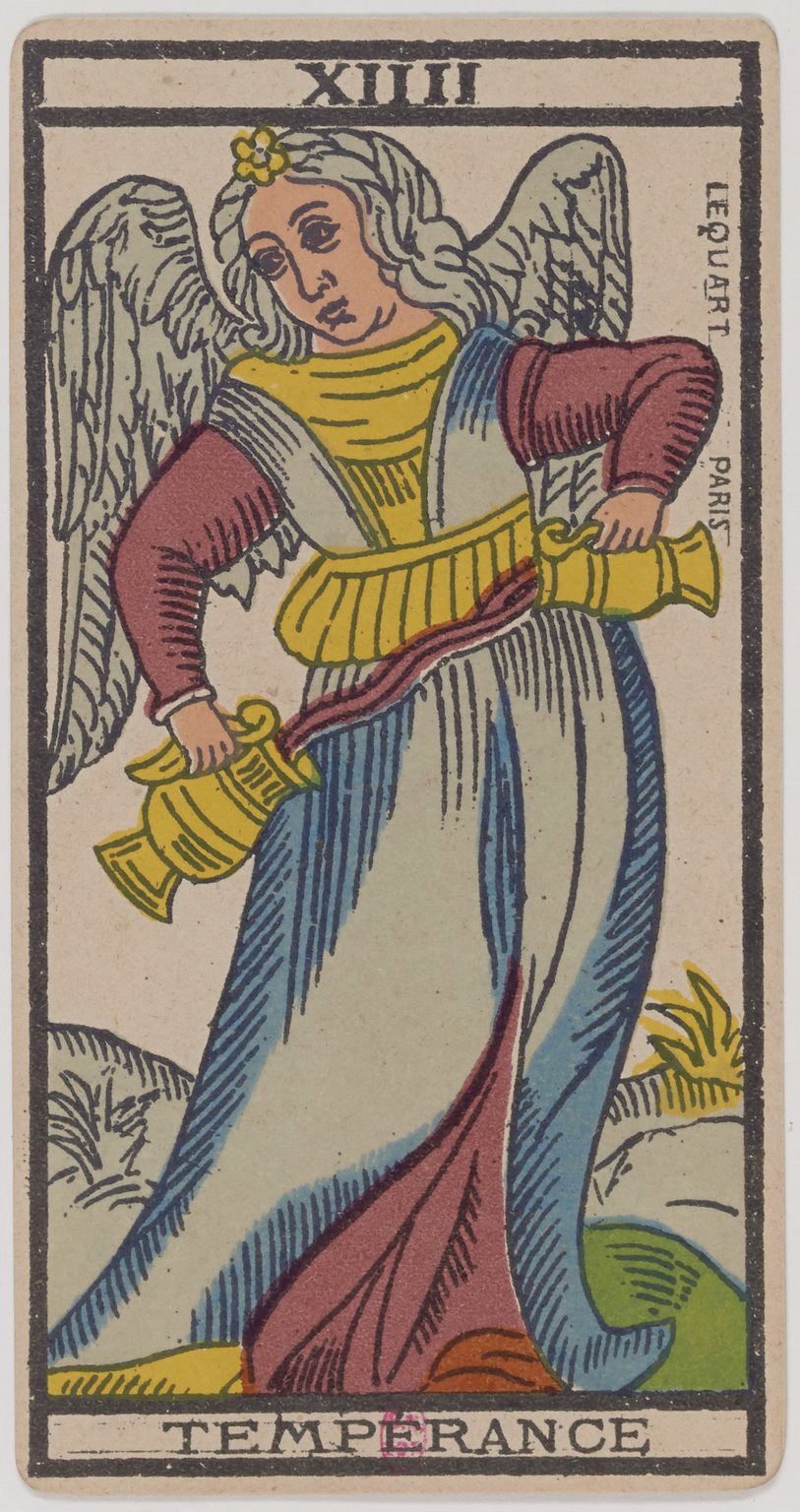
La Temprança, el catorzè arcà major del tarot. Representació del Tarot de Marsella

La Temprança (XIIII) és el catorzè trumfo o Arcà major en les baralles de tarot i s'utilitza tant per als jocs populars de tarot com en la cartomància.

## Descripció
En la major part dels tarots antics, com el Tarot de Marsella o el Tarot Piemontès, s'adopta la grafia XIIII per a numerar-lo, si bé els més moderns, com el Tarot Rider-Waite fan servir el nombre XIV. Per altra banda, a les baralles italianes més antigues la seva numeració és VI o VII. En el Tarot deThoth, aquesta carta es diu Art en lloc de Temprança.
Una dona barrejant aigua amb vi era una al·legoria comú en la iconografia medieval europea per tal de representar la virtud de la temprança: se suposava afegia aigua al ví per tal de disminuir-ne els efectes. En moltes baralles, la figura és la d'un àngel alat, generalment femení o andrògin.
A la imatge Rider-Waite de Pamela Coleman-Smith, sobre el pit de l'àngel s'hi mostra el tetragrámmaton hebreu sobre el quadrat i el triangle. Normalment, aquest element no s'inclou a les baralles del Tarot que s'inspiren en aquest patró.

## Interpretació

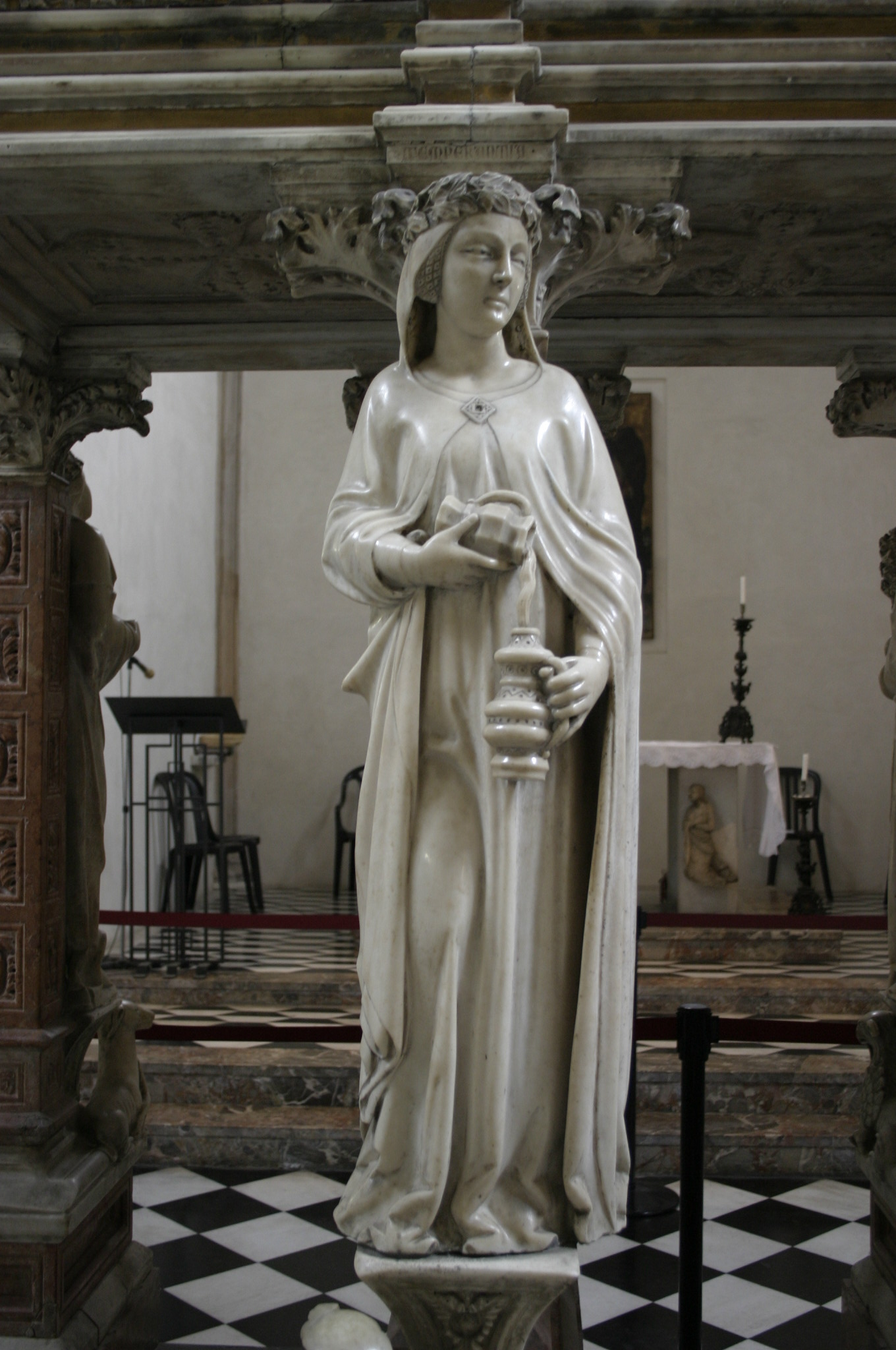
Una dona mesclant aigua amb vi fou una al·legoria comú de la virtud de la temperança en l'iconografia europea. Aquesta estatua forma part de la tomba de Pere de Verona.

La Temprança fa que les energies es comuniquin entre sí atenuant les passions. Jodorowsky explica que “Per la seva acció ja no hi ha energies oposades, ja no hi ha contraris, només complementaris: és el secret de l'equilibri”. Per aquest motiu la Temprança indica el restabliment de la salut, l'equilibri mental i emocional i el control de les passions (no per repressió, sinó a través de la sublimació).
És una carta, doncs, que representa la necessitat de trobar la moderació i esdevé l’arcà de la salut i el benestar fisic o emocional. Per tal d’arribar a aquest punt fa falta saber armonitzar les diferents opcions que se’ns presentan al davant, conciliar els elements oposats, sumar i unir camins.
Segons La clau pictòrica del tarot d'A.E. Waite, la Temprança està associada a: economia, moderació, frugalitat, gestió i allotjament. Per altra banda, si apareix Invertida: coses relacionades amb esglésies, religions, sectes, el sacerdoci, desunió, combinacions desafortunades i interessos competitius.
| Precedit per: La Mort (XIII) | Arcans majors del Tarot | Succeït per: El Diable (XV) |

La Temprança (XIIII)
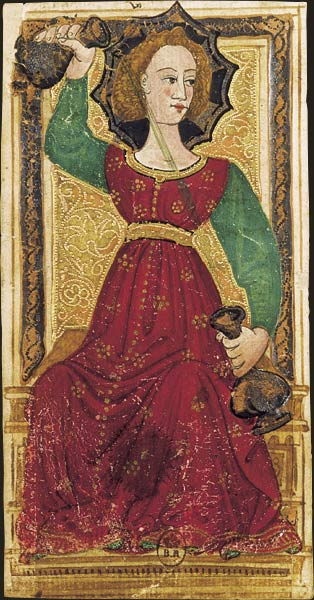
Baralla de Carles VI, segle XV.
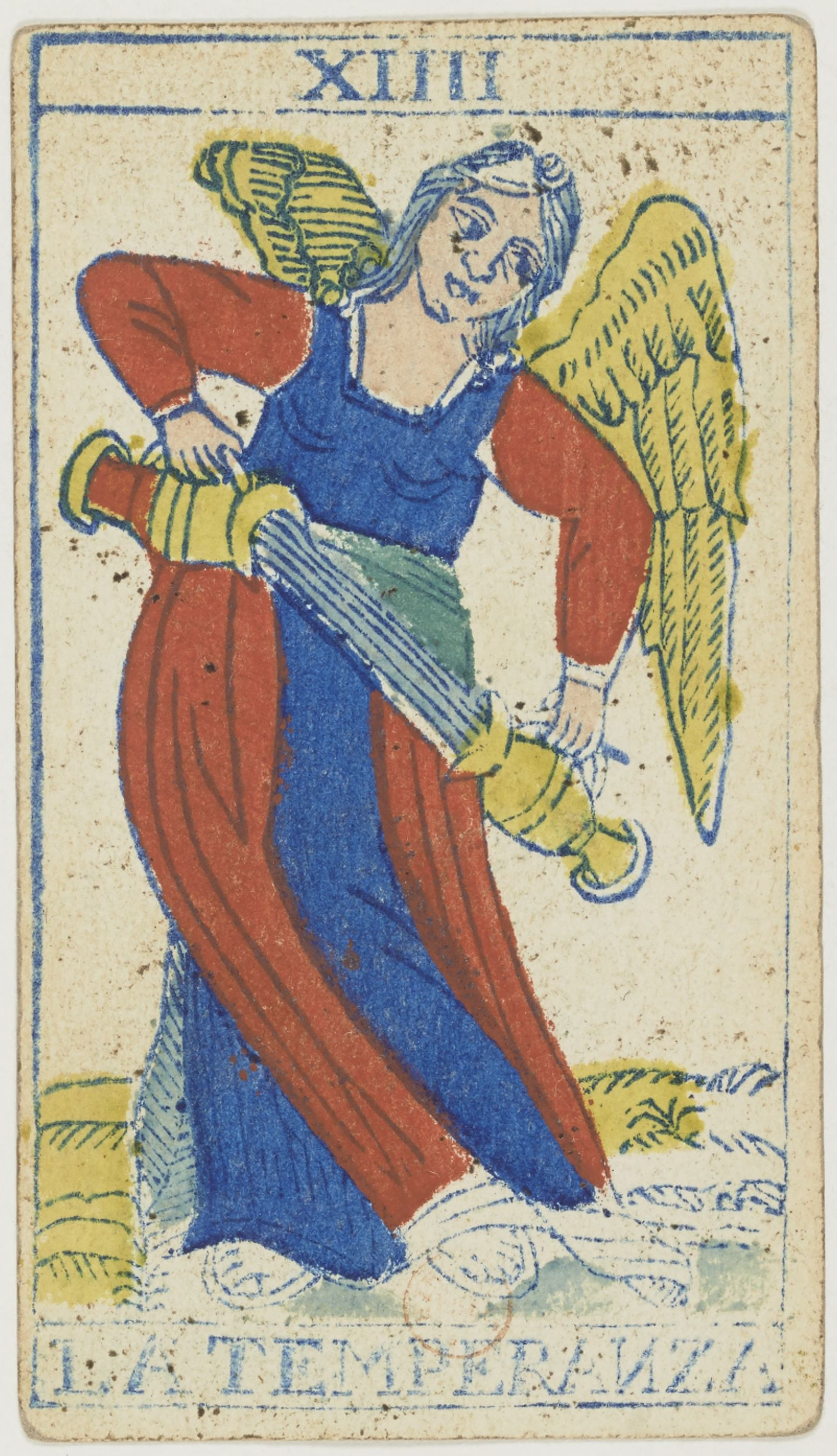
Tarot Piemontès, 1865.
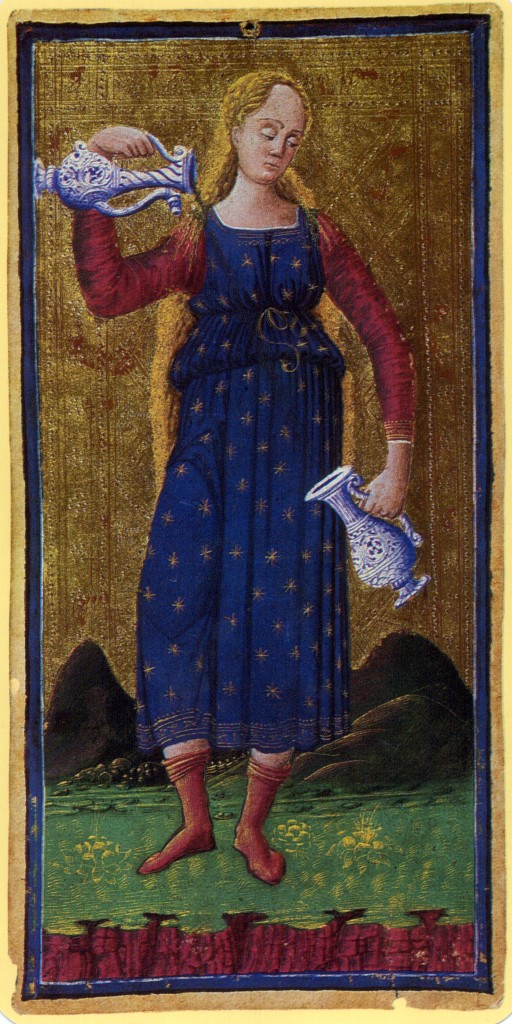
Tarot Visconti-Sforza, entre 1440 i 1470.
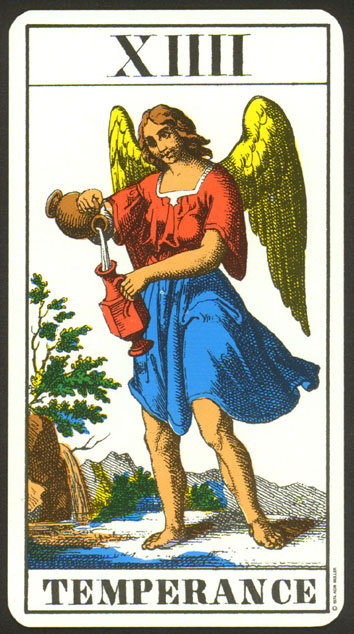
Tarot 1JJ, entre 1831 i 1838.
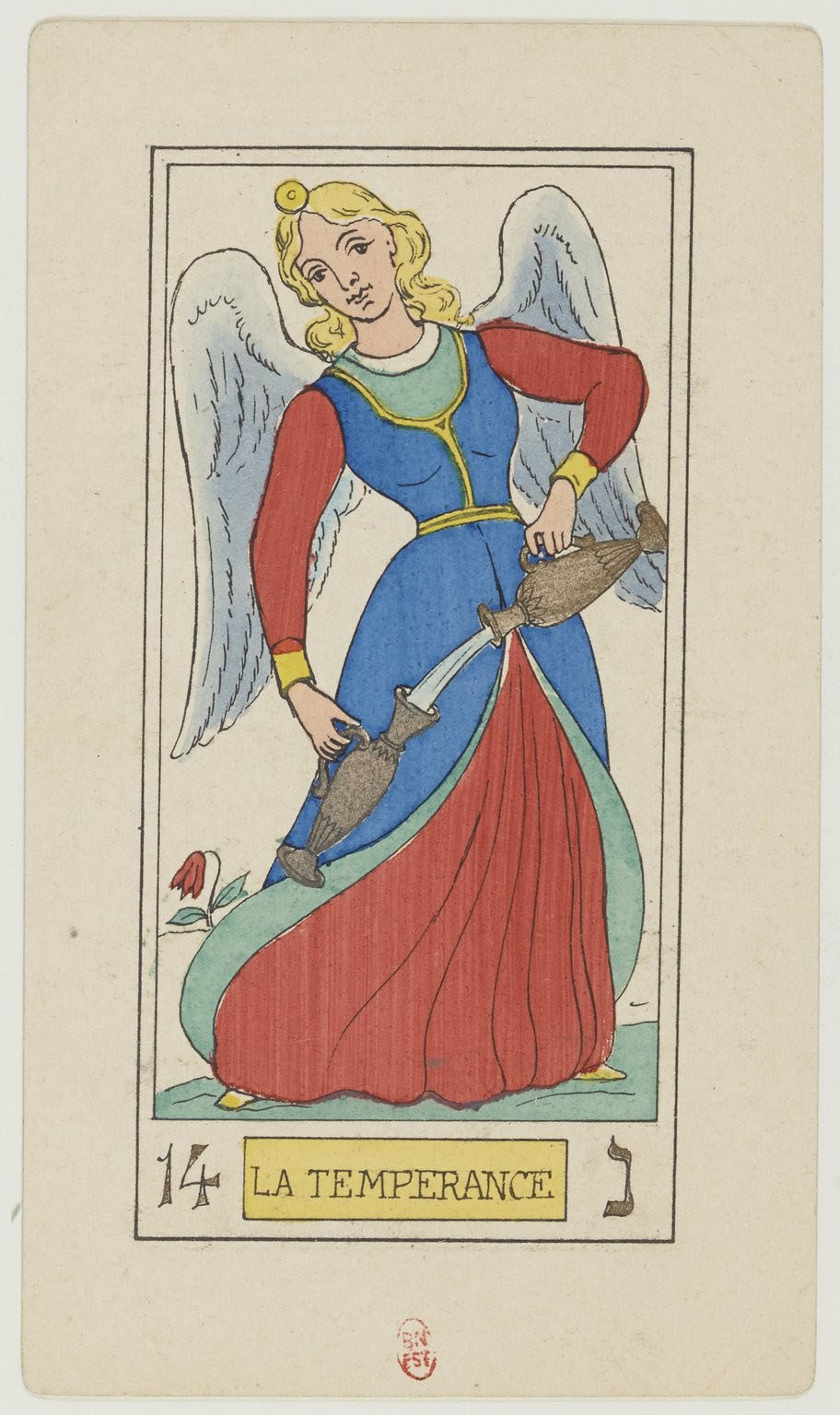
Tarot d'Oswald Wirth, 1889.
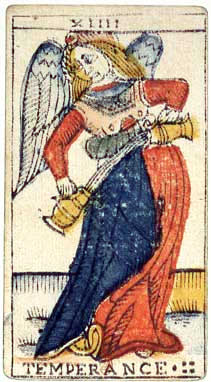
Tarot de Jean Dodal, entre 1701 i 1715.
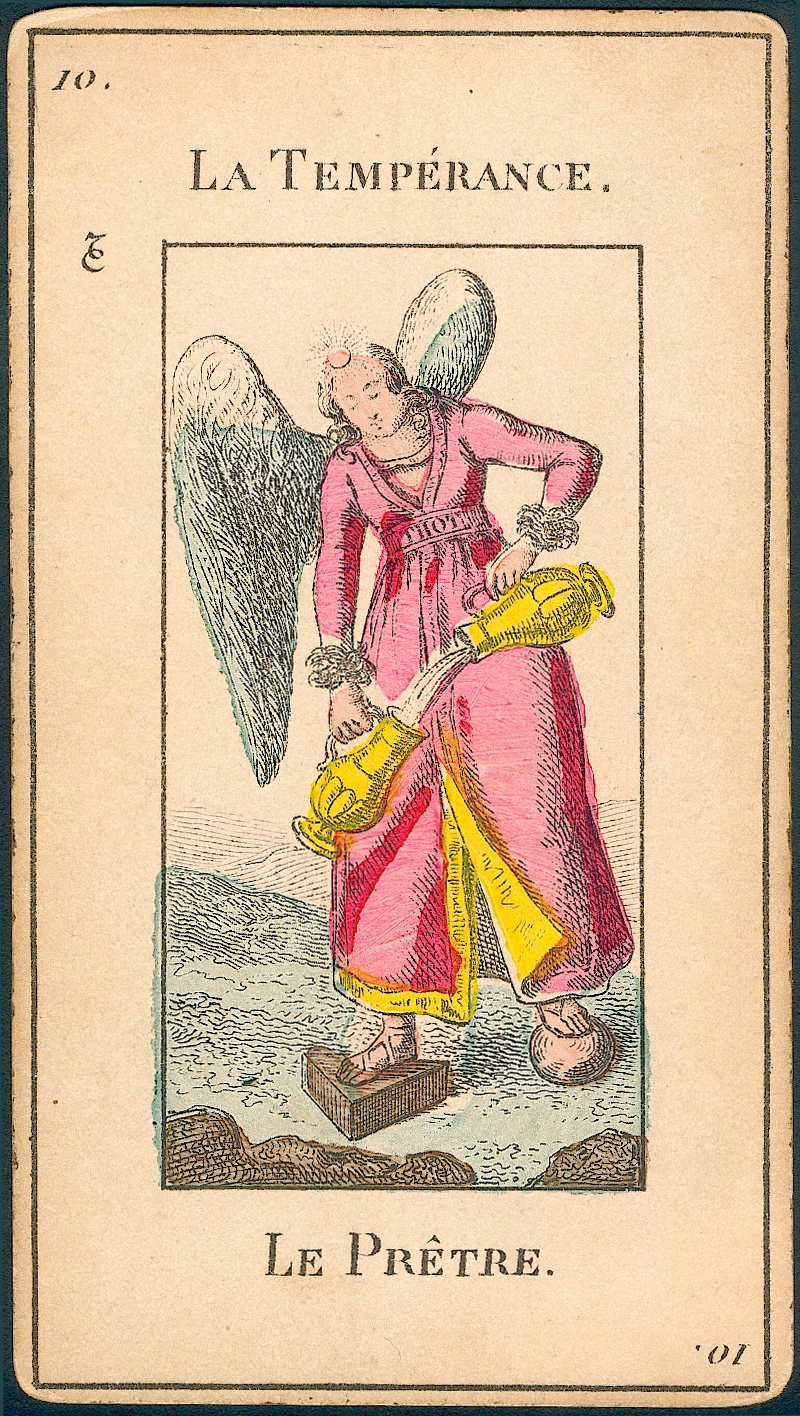
Tarot d'Etteilla, cap a 1890.
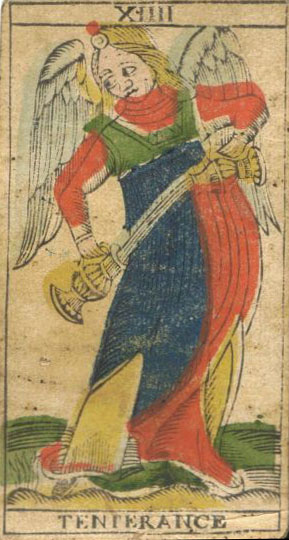
Tarot de Besançon, cap a 1820 –1830.
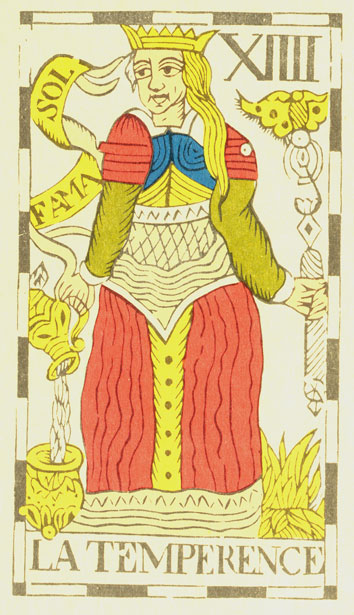
Tarot Flamand, 1780
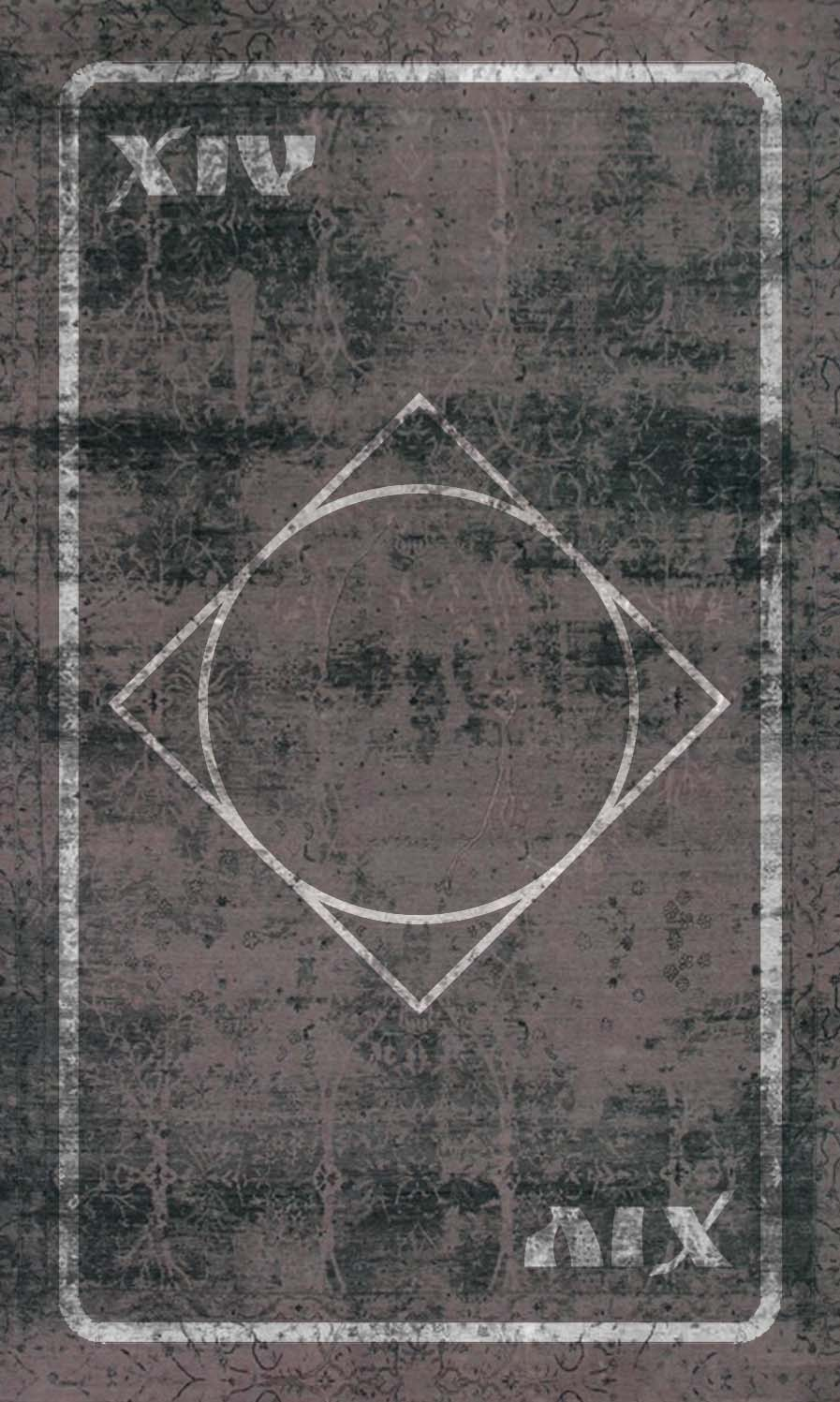
Tarot Satànic, 1996.
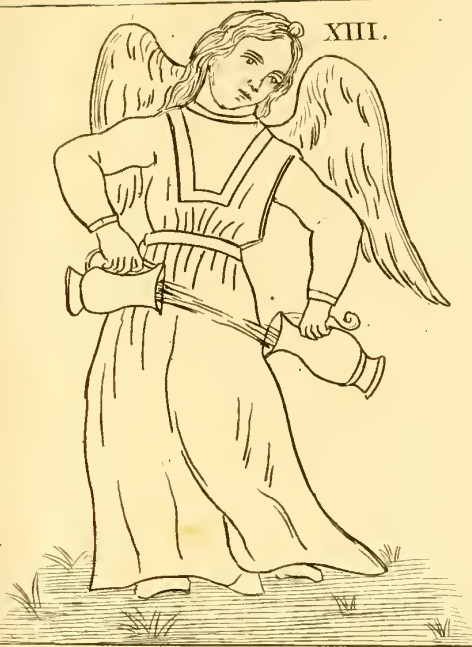
Disseny del trumfo del tarot d'Antoine Court de Gébelin per al seu assaig Du Jeu des Tarots, 1781.
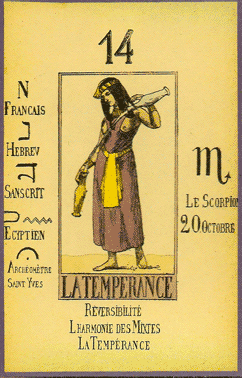
Disseny de l'arcà per al llibre de Papus Le Tarot Divinatoire. Le Livre des Mystères et les Mystères du Livre. Clef du tirage des cartes et des sorts. Avec la reconstitution complète des 78 lames du Tarot Égyptien et de la méthode d'interprétation. Les 22 arcanes majeurs et les 56 arcanes mineurs (1909).